# Maureen Jenkins
Pour les articles homonymes, voir Jenkins.
Maureen Jenkins Escoda, née le 3 mai 2000 à Barcelone, est une nageuse synchronisée française.

## Biographie
Maureen Jenkins est la fille du patineur artistique britannique Ian Jenkins, participant aux Jeux olympiques d'hiver de 1988, et de la patineuse artistique espagnole Sandra Escoda, participant aux Championnats du monde de patinage artistique 1987.
Le 11 août 2022, elle remporte la médaille de bronze de l'épreuve technique par équipe de natation artistique lors des Championnats d'Europe de natation 2022 à Rome ; le lendemain, elle obtient une nouvelle médaille de bronze en highlights. Le 15 août 2022, elle remporte la médaille de bronze de l'épreuve libre par équipe lors de ces mêmes Championnats.